# Szany
Szany ist eine ungarische Großgemeinde im Kreis Csorna im Komitat Győr-Moson-Sopron.

## Geografische Lage
Szany liegt gut 17 Kilometer südlich der Kreisstadt Csorna und grenzt unmittelbar an die Gemeinde Rábaszentandrás. Weitere Nachbargemeinden sind Várkesző, Marcaltó, Egyházaskező, Vág und Rábacsanak.

## Gemeindepartnerschaften
- Joseni (Harghita), Rumänien
- Veľký Biel, Slowakei[2]

## Sehenswürdigkeiten
- Artesischer Brunnen (Artézi kút)
- Bischofspalast (Püspöki palota)
  - Heimatgeschichtliche Sammlung (Helytörténeti gyűjtemény) im Erdgeschoss des Gebäudes
- Nepomuki-Szent-János-Statue, erschaffen 1908
- Rákóczi-Büste
- Römisch-katholische Kirche Szent Kereszt megtalálása, erbaut 1767 im barocken Stil, erweitert 1867
- Römisch-katholische Kapelle Szent Anna, erbaut 1751 (nordöstlich des Ortes in der Nähe von Vincefőpuszta gelegen)
- Szentháromság-Statue, erschaffen 1908
- Szent-István-Büste
- Ziegelmuseum (Rugli Dezső tégla- és cserépmúzeuma)

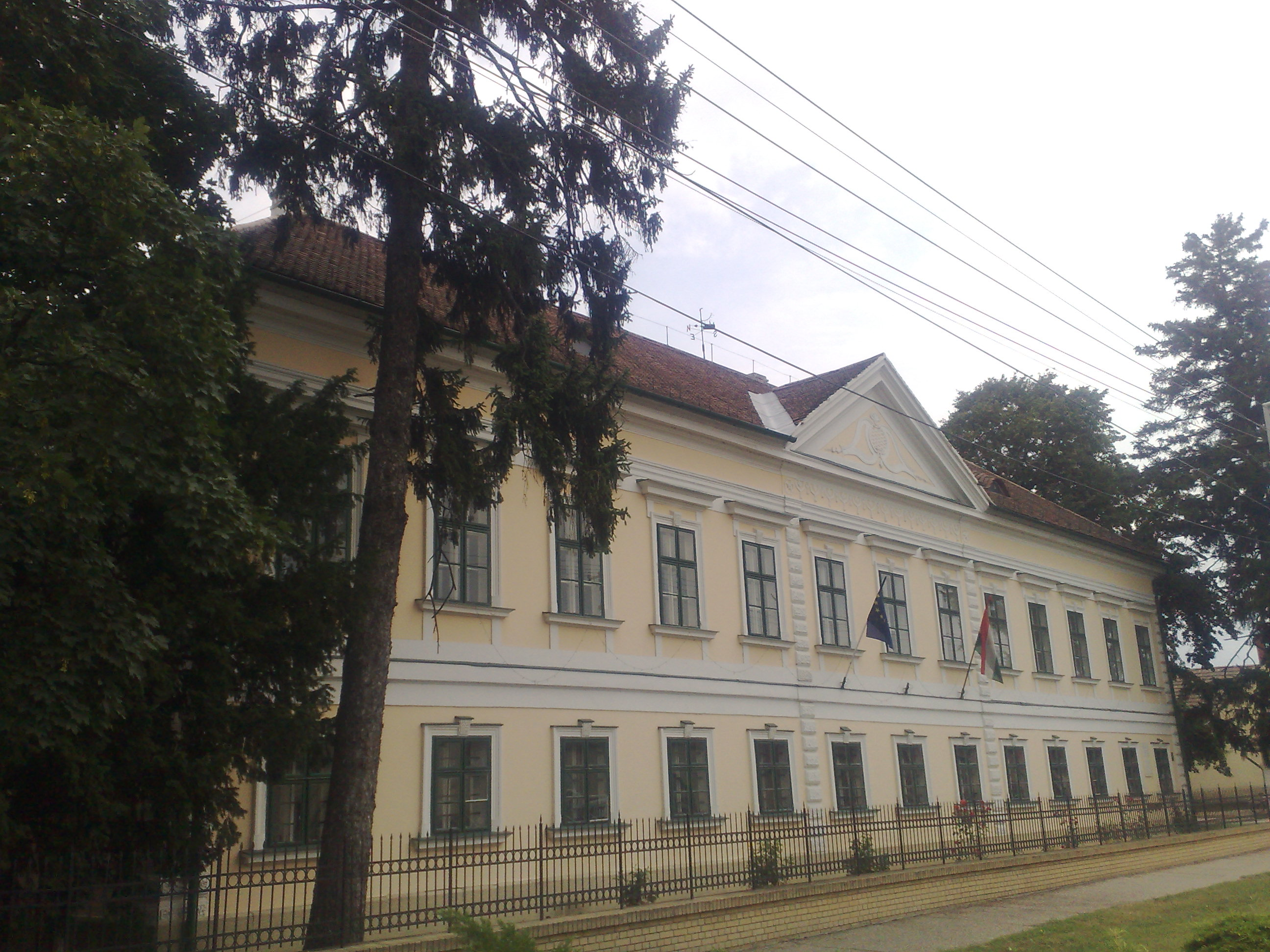
Bischofspalast
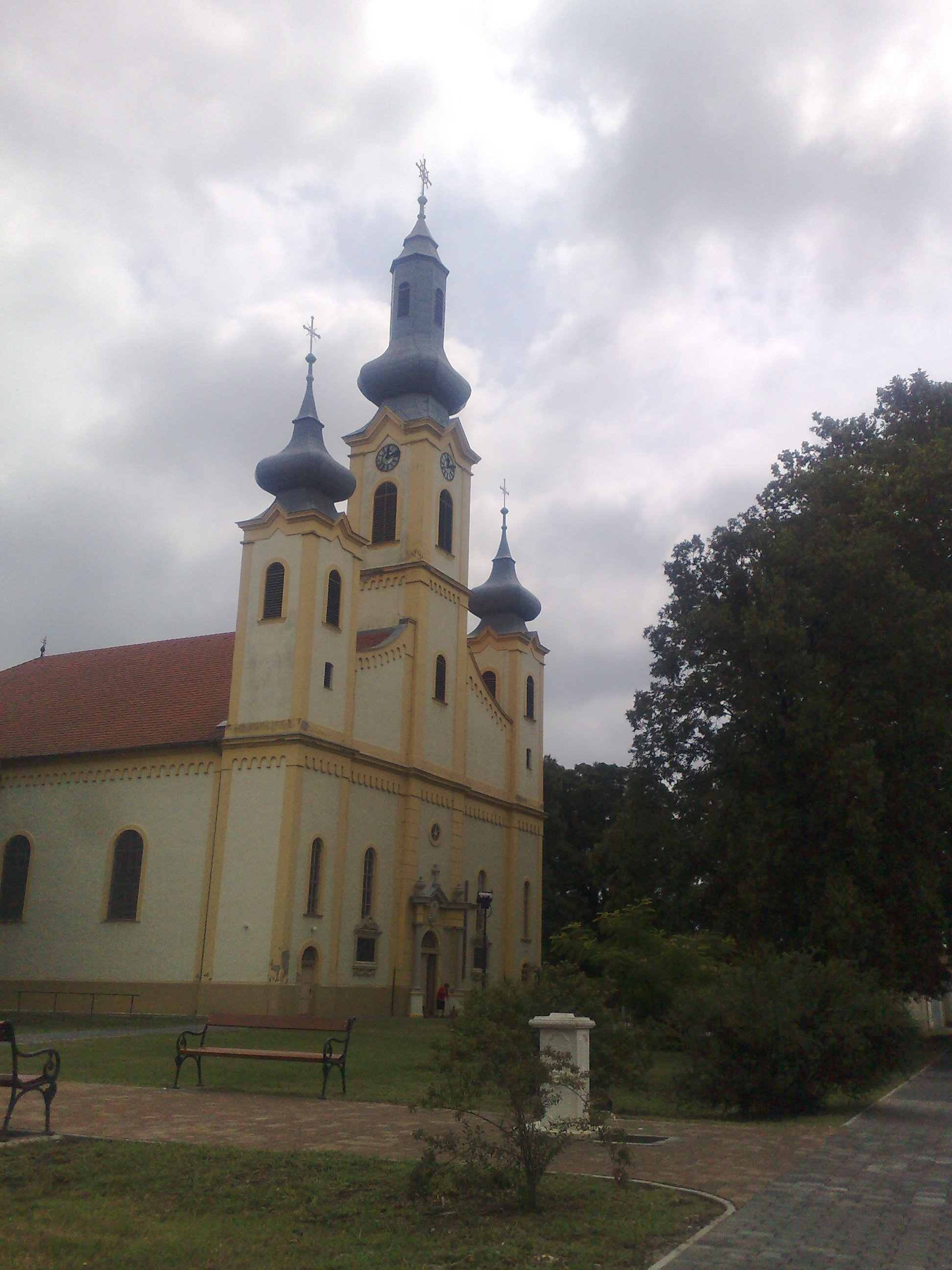
Römisch-katholische Kirche Szent Kereszt megtalálása
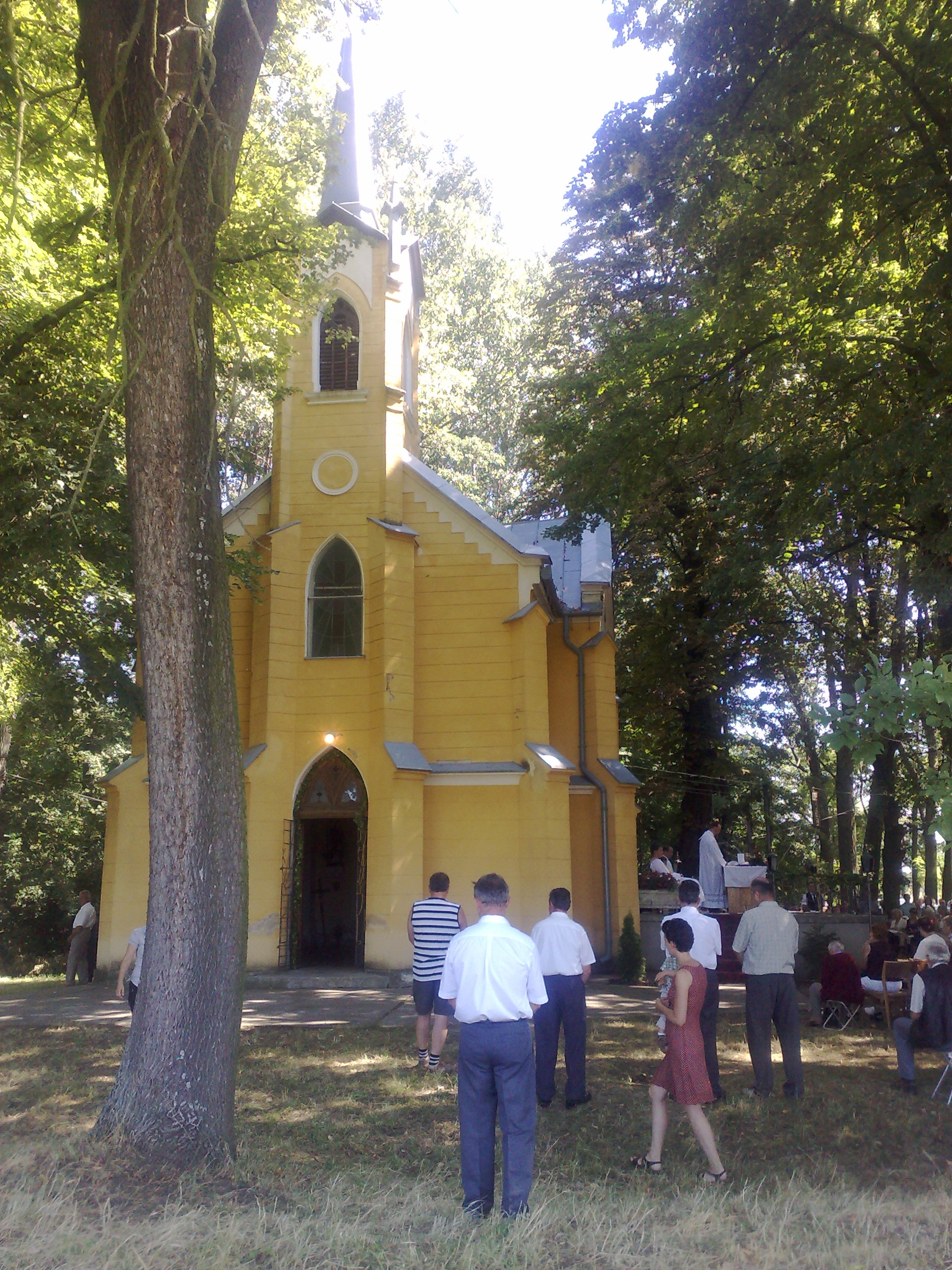
Römisch-katholische Kapelle Szent Anna
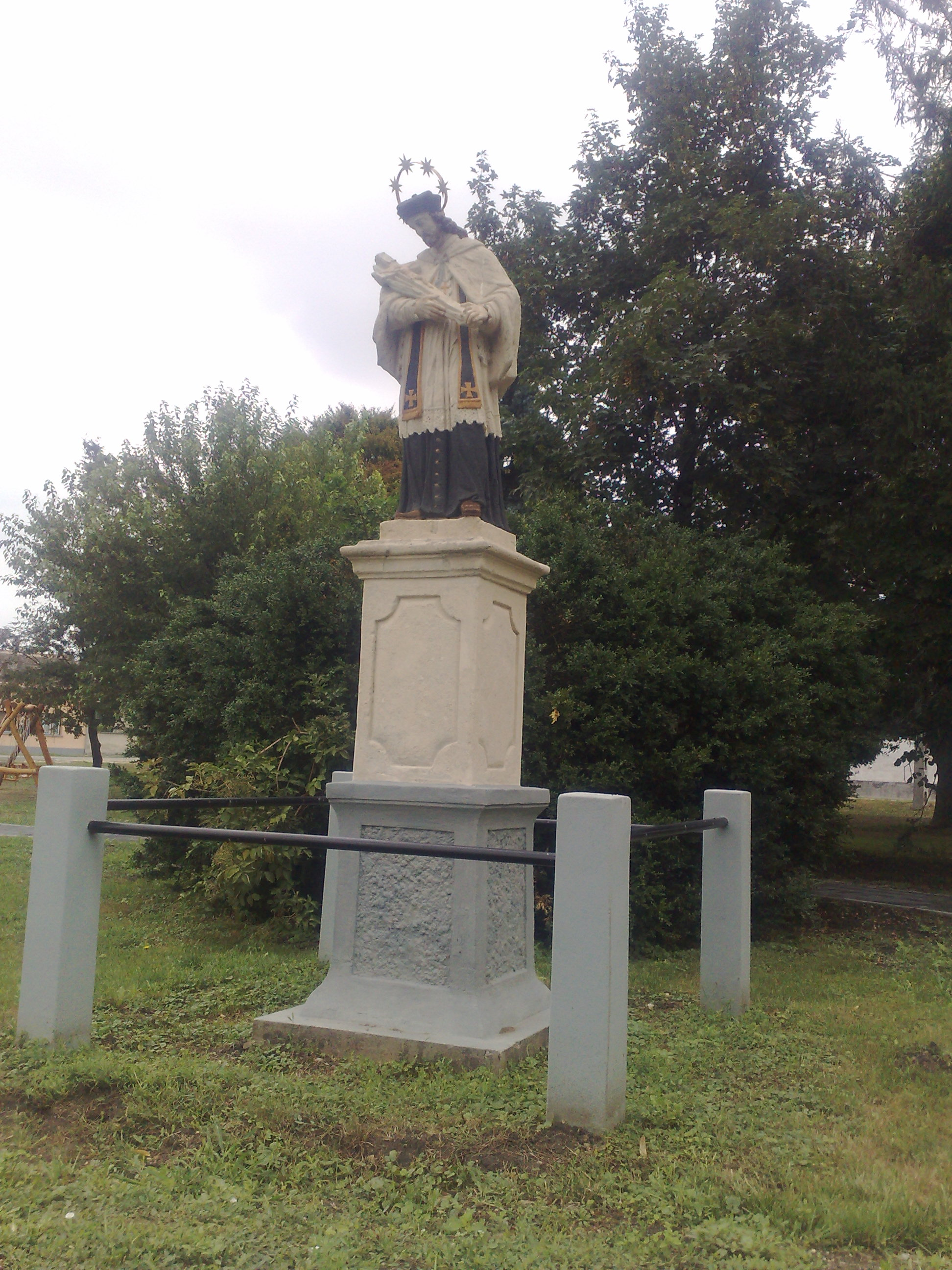
Nepomuki-Szent-János-Statue
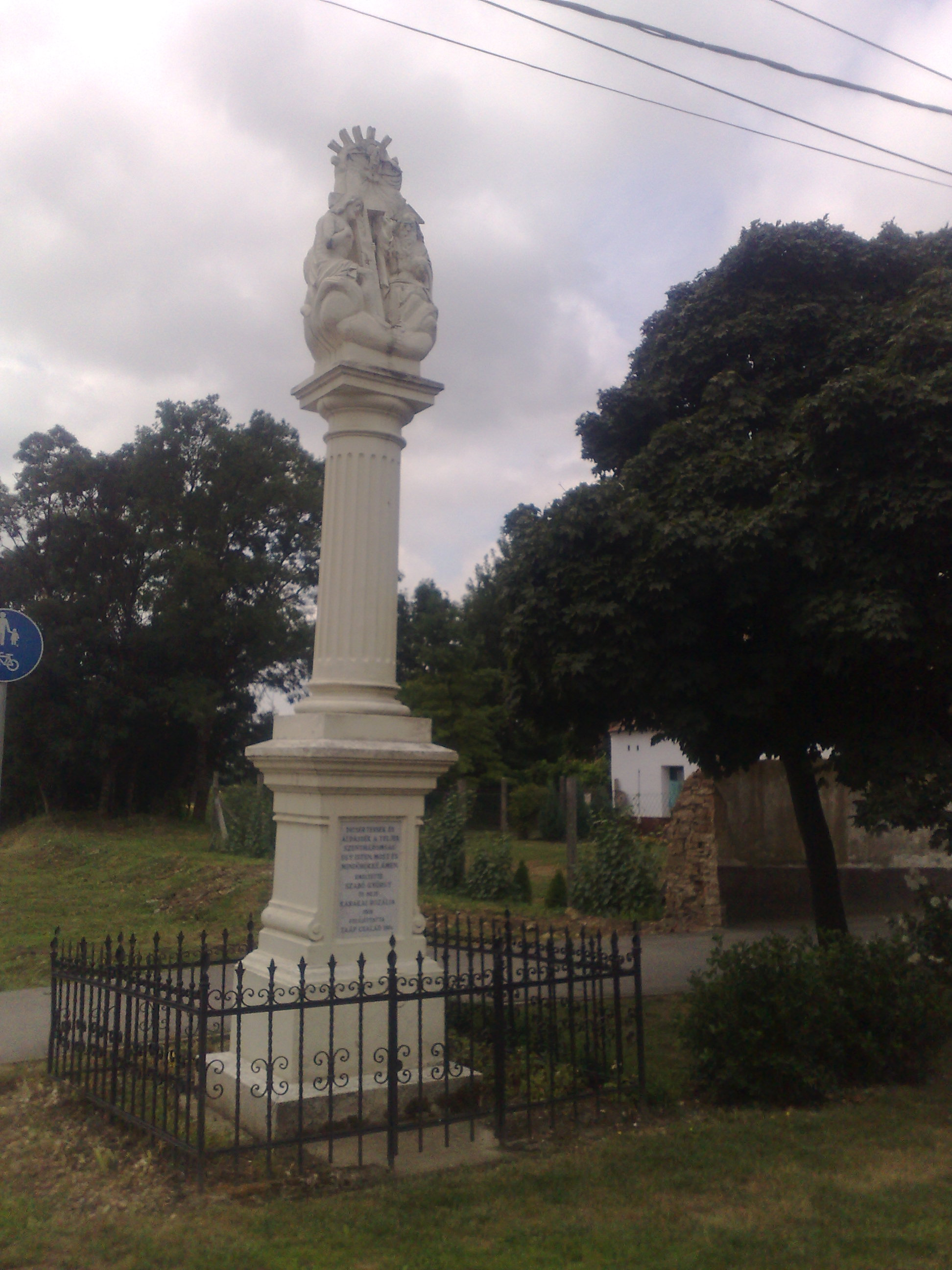
Szentháromság-Statue
Bahnhof Szany–Rábaszentandrás

## Söhne und Töchter der Gemeinde
- Ferenc Horváth (* 1939), Radsportler

## Verkehr
In Szany treffen die Landstraßen Nr. 8408, Nr. 8424 und Nr. 8425 aufeinander. Es bestehen Busverbindungen über Szilsárkány in die Kreisstadt Csorna sowie in alle umliegenden Gemeinden. Über den Bahnhof Szany-Rábaszentandrás ist die Gemeinde angebunden an die Eisenbahnstrecke von Csorna nach Pápa.